# 橄欖球類運動

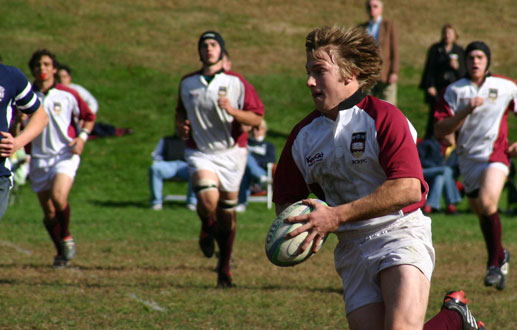
波士頓大學英式橄欖球社所進行的比賽

橄欖球類運動，亦稱橄榄足球或直接音譯為拉格比足球（Rugby Football），其英語原義僅指由英格蘭拉格比學校直接發展出來的橄欖球（又稱聯合式橄欖球，Rugby Union）與其直接分支－聯盟式橄欖球（Rugby League）兩種運動的合稱。這兩種都是十九世紀盛行於英國公學的球類運動。但在華文世界裡，由於改以球的外形命名，有時候會將美式足球、加拿大式足球、澳式足球等各種使用橄欖形球，但英文名稱已不含「拉格比（Rugby）」一詞的衍生運動納入，因而該名詞儼然變成所有使用橄欖形球運動之「中文統稱」。至於流行於愛爾蘭的蓋爾式足球，雖然規則與橄欖球運動有幾分相似，但係獨立發展產生，而且使用圓形球，一般不會被納入橄欖球類運動，但常會被拿來作比較。

## 歷史
1823年的某一天，英格蘭沃里克郡拉格比鎮的拉格比學校正在舉辦校內足球比賽。有一位名為威廉·韋伯·艾利斯的學生，因為一次踢球失誤感到懊惱，一時心血來潮，便抱起球跑向對方球門。此一動作雖然犯規，卻引起在場觀眾的興趣。此後在該校的足球比賽中，抱球跑的情況便頻頻發生，並逐漸傳播開來。後來經由一些熱心人士的研究與改善，便逐漸發展成為一項新的運動。由於是從拉格比學校開始發展的一種足球衍生運動，便稱之為「拉格比足球」。
起初橄欖球運動所使用的球是用豬的膀胱經太陽晒乾後吹漲來使用，其形體呈橢圓球形，有別於足球的圓球形，因此也增加了球滾動時的不確定性，這特點也是這項運動之所以吸引人的地方。1851年，拉格比學校門口的皮鞋商Gilbert先生製造了由四塊皮縫合的橢圓形球參加倫敦博覽會展示，從此英國所有的球隊開始使用Gilbert先生製作的四塊皮縫合的橢圓形球了。後來傳入華人地區，才因球的型狀似橄欖為由，而以「橄欖球」作為其中文名稱。但在英語中，並無類似之稱呼。
1845年，橄欖球運動發展出第一套規則。1863年，英格蘭主要的幾個橄欖球俱樂部決定離開英格蘭足球協會而獨立。1871年，正式成立了第一個橄欖球運動組織－英格蘭橄欖球聯合會（Rugby Football Union）。
由於當時英國海權極為強盛，橄欖球運動隨著英國海軍向外拓展至英國的屬地、殖民地，隨後再漸漸推廣至其他各國，成為一種世界性的運動。

## 聯合式橄欖球

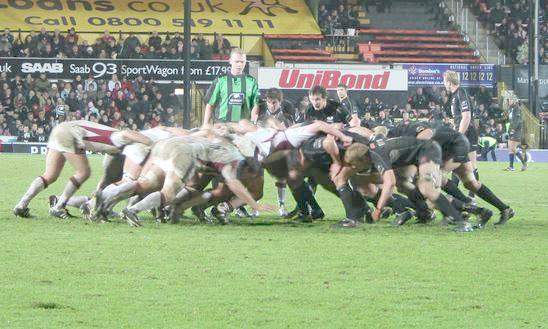
聯合式橄欖球比賽進行中，球員們正在爭球

橄欖球，亦稱「聯合式橄欖球（Rugby Union）」或「欖球」，是直接衍生自足球的一種團隊球類運動，因使用橄欖型用球而得名。
傳統的橄欖球競賽雙方各派15名球員上場，比賽場地為長方形草地，球場兩端各有一個「H」型球門。比賽目的是持球衝到對方球門線後方以球觸地得分，稱之為達陣；亦可以在比賽中踢球越過球門橫桿上方而得分。當比賽時間結束時，以得分較多者獲勝。比賽過程中，防守一方可擒抱攻方持球員以阻止其進攻，但擒抱方式與位置均有所限制，以避免選手受傷。
橄欖球運動起源於英國，隨後擴展至歐陸各國及大英國協所屬國家與地區。重要的國際比賽有歐洲的六國橄欖球賽、南半球的橄欖球冠軍錦標賽，以及世界盃橄欖球賽。
橄欖球的一級聯盟有阿根廷、澳洲、英國、法國、愛爾蘭、義大利、紐西蘭、蘇格蘭、南非及威爾斯各國的聯盟。二級及三個聯盟有巴西、加拿大、智利、哥倫比亞利、斐濟、喬治亞、日本、墨西哥、那米比亞、秘魯、葡萄牙、羅馬尼亞、俄羅斯、薩摩亞、西班牙、美國、東加、乌拉圭及委內瑞拉。橄欖球的國際組織是國際橄欖球總會（IRB），總部在愛爾蘭的都柏林。橄欖球是紐西蘭、南非、威爾斯、南非、斐濟、薩摩亞、東加及马达加斯加的國家運動，也是橄欖球類運動中最受歡迎的運動。
近年來流行的7人制橄欖球，是橄欖球運動的一種變化，主要流行在非洲、亞洲、歐洲及美洲，特別是南太平洋一帶。其場地、規則與傳統15人制橄欖球大致相同，但人數少、比賽節奏快、平均得分高，普遍受到歡迎，重要性日增，已成為世界運動會的正式競技項目，在2016年夏季奥林匹克运动会開始成為正式的競賽項目。

## 聯盟式橄欖球

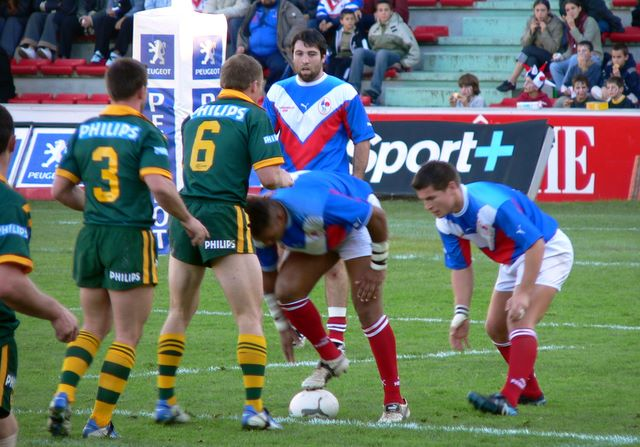
聯盟式橄欖球比賽中以腳向後撥球

聯盟式橄欖球（Rugby League），是直接由橄欖球分離出來一種團隊球類運動，因其組織名稱而得名。
聯盟式橄欖球競賽雙方各派13名球員上場。相較於橄欖球，其比賽場地、球門相類似，但畫線方式不同；比賽目的與得分方式相同，但計分不同。守方選手將攻方持球員擒抱倒地後，便結束攻方該一回合的攻擊。此時需放手讓攻方持球員重新站立，並將球置於地面用腳往後撥傳以重新開球，進行下一回合的攻擊。若未掉球，攻方每次攻擊可持續進行6個回合，然後攻守角色互換，改由對方重新攻擊。
聯盟式橄欖球也是發源於英國，目前在英國、愛爾蘭、法國、澳洲、紐西蘭設有職業聯賽。
世界盃聯盟式橄欖球賽是最大的國家隊級比賽，首屆於1954年舉行，最近一次是2000年的第12屆，各屆間隔年數不定。最大的贏家是澳洲隊，總計奪得9次冠軍、2次亞軍。其次為英國隊，共得3次冠軍、4次亞軍。

## 規則比較
聯合式橄欖球和聯盟式橄欖球的規則不同，但都有類似之處，例如球都是卵形，以及不准往前投擲球的規定，因此球員只能踢球前進，或是抱著球跑。後來聯盟式橄欖球的規則慢慢的和聯合式橄欖球不同，強調較快的步調，以及嘗試導向的運動方式。
聯合式橄欖球和聯盟式橄欖球的差異，除了聯合式橄欖球一隊是15人，聯盟式橄欖球一隊是13人外，也包括擒抱以及擒抱後的進行方式。
- 聯合式橄欖球在擒抱後可能會因爭奪控球權而出現「拉克」（ruck）[8]或「冒尔」（maul）[9]，可能需要罰球。若沒有爭奪控球權，則可以再繼續比賽（Play-the-ball）。
- 在聯盟式橄欖球中，若在六次擒抱後還沒有得分，需交換控球權。聯合式橄欖球無此規則，一隊只要一直有控球權，且沒有越位，可以被無限次的擒抱，不需交出控球權。

聯合式橄欖球規則中的定點球包括爭球，也就是兩隊分為二邊，圍成一團，為了控球權推擠對方的球員，以及列队争球，兩隊分別排成二列，垂直边线。
在聯盟式橄欖球中仍然有爭球，但因為球員較少，其重要性也較低。定點球一般會在play-the-ball的條件下開始，大部份的聯盟式橄欖球球員位置名稱及要求類似聯合式橄欖球球員位置，但沒有前翼鋒。

## 橄欖球用球
聯合式橄欖球用的橄欖球是卵形的，長約280至300公厘，周長約740–770公厘，是用皮或其他合適的合成材料製成，而且經特殊處理，可以防水及容易抓取。橄欖球的重量需在460克至410克之間，其壓力為65.71–68.75 千帕，或0.67–0.70公斤每平方公分。也可以使用備用球，但前提是個人或是團隊不會因為換球而佔優勢。在青年人的比賽也會使用較小的球。也可以買到較大的橄欖球，但一般是為了其新奇的吸引力而買，而不是用在球場上。

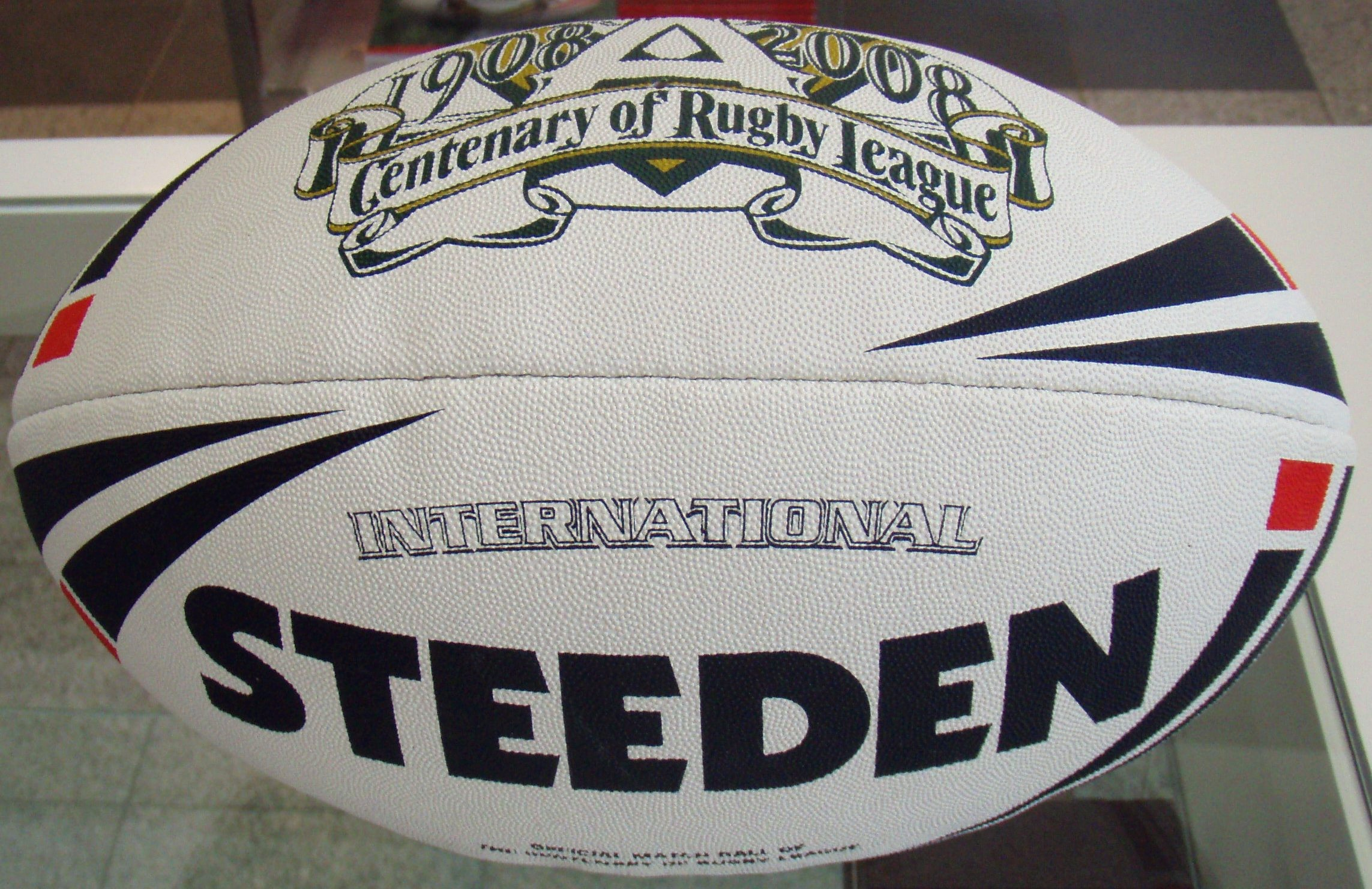
聯盟式橄欖球用的球

聯盟式橄欖球的橄欖球是一個橢球形，用空氣充氣的橄欖球。若橄欖球不符合大小及尺寸的規定，裁判會立刻中止比賽。。傳統的橄欖球是用棕色皮革製作，但現在的橄欖球是由化學原料製造，且有不同的顏色及款式。高級比賽一般會選用淺色球，方便參與者可以清楚的看到球。聯盟式橄欖球用的足球一般稱為「五號」，長約270厘米，最寬的周長約600厘米，重量約在383克至440克之間。聯盟式橄欖球比聯合式橄欖球的球要尖一些，比美式足球用的球要大。

## 文化

### 在英國及愛爾蘭
聯合式橄欖球在英國視為是上流社會及中產階級玩的運動，例如許多公学及文法学校的學生玩橄欖球，不過在綜合學校中也開始流行，不過在英國的西部地方，聯合式橄欖球受到各階層的喜愛。相反的，聯盟式橄欖球長久以來就是工人階級的消遣，威爾斯的聯合式橄欖球是由許多小鎮的煤礦工及工廠工人組隊參加，作為假日時的消遣。在愛爾蘭，聯合式橄欖球可以凝聚整個愛爾蘭，跨越種族及宗派的鸿沟，愛爾蘭國際隊代表二個政治實體：北愛爾蘭及愛爾蘭共和國。

### 其他國家
在法國，橄欖球在巴斯克、歐西坦尼亞及加泰隆尼亞等鄰近西班牙的地方有許多人參與，而且有歷史上的淵源。橄欖球在南非非常流行，是由十九世紀到來的英國人引入的。英國的殖民也使得橄欖球引入澳洲及紐西蘭。橄欖球在玻里尼西亞的斐濟、薩摩亞及東加也很盛行。

## 世界盃橄欖球
世界盃橄欖球賽最早是在1987年於紐西蘭及澳洲舉行，每四年舉辦一次。世界盃橄欖球賽是由國際橄欖球總會主辦，會由全世界的前二十個球隊一起比賽，是以聯合式橄欖球的形式進行。最近一次的冠軍是紐西蘭，下一屆的世界盃橄欖球賽會在2015年在英國舉行。
世界盃聯盟式橄欖球賽最早是在1954年於法國舉行，每四年舉辦一次。世界盃聯盟式橄欖球賽是由國際聯盟式橄欖球聯合會主辦，會由全世界的前十四個球隊一起比賽，是以聯盟式橄欖球的形式進行。最近一次的冠軍是澳洲，在2013年於英國、威爾斯、法國及愛爾蘭的比賽中獲得冠軍。

## 橄欖球類運動及相關運動比較表
| 運動         | 場地       | 球形狀   | 護具/服裝        | 發源地 | 流行地區 |
| ------------ | ---------- | -------- | ---------------- | ------ | --- |
| 聯合式橄欖球 | 長方形場地 | 橄欖形球 | 無護具，著短袖衫 | 英格蘭 | 英格蘭、蘇格蘭、威爾斯、愛爾蘭、法國、義大利、南非、澳洲、紐西蘭、阿根廷、日本、東加、斐濟、薩摩亞等90餘個國家/地區 |
| 聯盟式橄欖球 | 長方形場地 | 橄欖形球 | 無護具，著短袖衫 | 英格蘭 | 澳洲、英格蘭、愛爾蘭、法國、紐西蘭、巴布亞新畿內亞等30餘個國家/地區                                                 |
| 美式足球     | 長方形場地 | 橄欖形球 | 頭盔及全身防護   | 美國   | 美國 |
| 加拿大式足球 | 長方形場地 | 橄欖形球 | 頭盔及全身防護   | 加拿大 | 加拿大 |
| 澳式足球     | 橢圓形場地 | 橄欖形球 | 無護具，著無袖衫 | 澳洲   | 澳洲 |
| 蓋爾式足球   | 長方形場地 | 圓形球   | 無護具，著短袖衫 | 愛爾蘭 | 愛爾蘭 |

## 腳註
1. ↑  . Rugbyfootballhistory.com.   [2014-07-15]. （原始内容存档于2020-04-15）.
2. ↑  . M.sports.sina.com.hk.   [2014-07-15]. （原始内容存档于2014-07-17）.
3. ↑  洪敦賓，2006
4. ↑  Kemp, Stuart. . Reuters. 24 August 2007  [30 May 2011]. （原始内容存档于2021-05-16）.
5. ↑  The Spread of the Sevens 的存檔，存档日期2011-07-14., Melrose Sevens official site, retrieved 25 February 2010
6. ↑  . Webarchive.ncl.edu.tw.   [2014-07-15]. （原始内容存档于2014-07-18）.
7. ↑  . Irb.com.   [30 May 2011]. （原始内容存档于2010年1月3日）.
8. ↑  橄榄球ruck规则(ruck中文通常翻译为拉克) 的存檔，存档日期2014-07-18.
9. ↑  橄榄球冒尔规则(冒尔的英文为Maul) 的存檔，存档日期2014-07-18.
10. ↑  International rugby board. "Rugby ball laws" 22 Feb. 2010. 的存檔，存档日期2012-07-11.
11. 1 2 3  RLIF.  (PDF). The International Laws of the Game and Notes on the Laws. Rugby League International Federation: 8. 2004  [30 July 2008]. （原始内容 (PDF)存档于2010-01-05）.
12. ↑  Phillips, Buchler. Appendices to the Minutes of Evidence to Select Committee on Culture, Media and Sport （页面存档备份，存于）
13. ↑  Sommerville, D. (1997). The Encyclopedia of Rugby Union. Aurum Press, UK. ISBN 978-1-85410-481-6.
14. ↑  Folkard, 2003: 337

## 外部連結
- 2007年橄榄球世界杯 （页面存档备份，存于）（英文）（法文）（西班牙文）
- 英国广播公司橄榄球世界杯网页 （页面存档备份，存于）（英文）
- 超級橄欖球聯賽 （页面存档备份，存于）（英文）